# Toți oamenii președintelui (film)
Toți oamenii președintelui (în engleză All the President's Men) este un film politic american din 1976, regizat de Alan J. Pakula. Filmul reprezintă o ecranizare a cărții de nonficțiune din 1974 cu același nume scrisă de Bob Woodward și Carl Bernstein, cei doi jurnaliști care au investigat scandalul Watergate pentru ziarul The Washington Post. Scenariul a fost scris de William Goldman, iar filmul a fost produs de Walter Coblenz. Rolurile principale sunt interpretate de Robert Redford (Woodward) și Dustin Hoffman (Bernstein). 

## Rezumat
În iunie 1972, un agent de securitate (Frank Wills, interpretat de el-însuși) de la complexul Watergate a observat o bucată de bandă adezivă aplicată pe închizătoarea unei uși aflate între casa scărilor și parcarea subterană. Poliția i-a arestat pe spărgători în birourile Comitetului Național Democrat din complexul de clădiri. The Washington Post l-a desemnat pe reporterul Bob Woodward să investigheze ceea ce părea a fi o poveste fără importanță.
Woodward află că cei cinci bărbați - patru cubano-americani din Miami și James W. McCord, Jr. - aveau la ei dispozitive de ascultare și sunt reprezentați de avocați, deși ei nu dăduseră niciun telefon pentru a chema avocați și arestarea lor fusese păstrată secretă față de public. McCord se identifică în fața instanței de judecată ca fost angajat al Central Intelligence Agency, iar ceilalți au și ei legături cu CIA. Reporterul descoperă o legătură între spărgători și E. Howard Hunt, fost membru al CIA, și Charles Colson, consilierul special al președintelui Richard Nixon.
Carl Bernstein, un alt reporter de la Post, este desemnat să se ocupe de povestea Watergate, împreună cu Woodward. Cei doi sunt parteneri reticenți unul față de celălalt, dar lucrează bine împreună. Redactorul-șef Ben Bradlee (Jason Robards) consideră că munca lor este incompletă, cu toate acestea, și nu este bună pentru prima pagină a ziarului. El îi încurajează să continue să adune informații.
Woodward îl contactează pe "Deep Throat", un funcționar guvernamental de prim rang și sursă anonimă pe care o mai folosise și înainte. Comunicând prin intermediul ziarului The New York Times  și al unui ghiveci de pe balcon, ei se întâlnesc într-o parcare subterană. Deep Throat vorbește în ghicitori și metafore, dar îl sfătuiește pe Woodward să "urmărească circuitul banilor".
Woodward și Bernstein descoperă relații între spărgători și mii de dolari din contribuții de campanie deturnați de la Comitetul pentru realegerea președintelui Nixon (CRP, or CREEP). Bradlee și alți jurnaliști de la Washington Post nu agreează încrederea celor doi reporteri tineri în surse anonime, cum ar fi Deep Throat, și se întreabă de ce administrația Nixon ar risca să încalce legea atunci când este probabil ca președintele să-l învingă pe candidatul democrat George McGovern.
Prin fostul trezorier al CREEP, Hugh W. Sloan, Jr., Woodward și Bernstein descoperă o legătură între un fond obscur de sute de mii de dolari și șeful de personal al Casei Albe, H. R. Haldeman - "al doilea cel mai important om din această țară"-, și fostul procuror general John N. Mitchell, acum șef al CREEP. Ei află că CREEP a folosit fondul pentru a începe o campanie de sabotare a candidaților democrați la alegerile prezidențiale cu un an înainte de spargere din clădirea Watergate, atunci când Nixon era în spatele lui Edmund Muskie în sondajele de opinie.
Cererea lui Bradlee de meticulozitate îi forțează pe reporteri să obțină alte surse pentru a confirma legătura cu Haldeman. Atunci când Casa Albă a trimis o dezmințire ambiguă a poveștii din Post, redactorul a continuat să-i sprijine. Deep Throat susține că acoperirea nu a fost pentru a ascunde spargerile, ci "operațiunile sub acoperire" care implică "întreaga comunitate de informații din SUA", și-i avertizează că viețile lui Woodward, Bernstein și a altora sunt în pericol. Bradlee își îndeamnă reporterii să continue în ciuda riscurilor și a realegerii lui Nixon. Bernstein și Woodward își scriu întreaga poveste, în timp ce în prim-plan este arătat la televizor Nixon care depune jurământul pentru al doilea mandat ca președinte al Statelor Unite. Un montaj de titluri telex legate de scandalul Watergate din următorii ani este prezentat pe ecran, încheindu-se cu demisia lui Nixon și jurământul depus de Gerald Ford la 9 august 1974.

## Distribuție
- Robert Redford - Bob Woodward
- Dustin Hoffman - Carl Bernstein
- Jason Robards - Ben Bradlee
- Jack Warden - Harry M. Rosenfeld
- Hal Holbrook - "Deep Throat"
- Jane Alexander - Judy Hoback
- Martin Balsam - Howard Simons
- Meredith Baxter - Debbie Sloan
- Ned Beatty - Martin Dardis
- Polly Holliday - secretara lui Dardis
- Stephen Collins - Hugh W. Sloan, Jr.
- Penny Fuller - Sally Aiken
- Robert Walden - Donald Segretti
- Frank Wills - el-însuși
- F. Murray Abraham - sergentul Paul Leeper
- David Arkin - Eugene Bachinski
- Henry Calvert - Bernard Barker
- Dominic Chianese - Eugenio Martínez
- Ron Hale - Frank Sturgis
- James Karen - avocatul lui Hugh Sloan
- Basil Hoffman - editor asistent

## Producție
Robert Redford a cumpărat drepturile pentru cartea lui Woodward și Bernstein în 1974, pentru 450.000 de dolari, cu dorința de a o adapta într-un film cu un buget de 5 milioane de dolari. Ben Bradlee și-a dat seama că filmul va fi făcut indiferent dacă el era de acord sau nu și a simțit că avea "mai mult sens să încerce să-l influențeze de fapt". Redactorul-șef de la Washington Post spera ca filmul să aibă un impact important asupra oamenilor, care aveau un stereotip negativ față de ziare.
Regizorul Alan J. Pakula și Redford nu au fost mulțumiți de primul proiect al scenaristului William Goldman. Woodward și Bernstein l-au citit și ei și nu le-a plăcut. Redford le-a cerut sugestii, dar Bernstein și scriitoarea Nora Ephron au scris propriul lor proiect de scenariu. Redford l-a citit și nu i-a plăcut, spunând: "o mare parte din el era pretențios și în afara acțiunii". El și Pakula au organizat în fiecare zi ședințe de lucru cu privire la scenariu. Regizorul a petrecut, de asemenea, ore în șir de intervievare a redactorilor și reporterilor, luând notă de comentariile lor. Afirmațiile că Pakula și Robert Redford au rescris scenariul au fost scoase la iveală, cu toate acestea, în urma unei investigații în materie de Richard Stayton în revista Written By. Stayton a comparat mai multe proiecte de scenarii, inclusiv proiectul final, și a concluzionat că Goldman a fost în mod corespunzător creditat ca scenarist și că proiectul final a avut "semnătura distinctă a lui William Goldman pe fiecare pagină."
Dustin Hoffman și Redford au vizitat birourile de la Post luni de zile, asistând la ședințe ale redactorilor și efectuând cercetări pentru rolurile lor. Post a refuzat să ofere permisiunea ca filmul să fie turnat în redacția sa și s-a apelat la designeri care au făcut măsurători ale birourilor ziarului, au fotografiat totul, iar cutiile cu gunoi au fost adunate și transportate pe platou pentru a recrea redacția pe două platouri de filmare în Burbank Studios de la Hollywood a lui Burbank, la un cost de 200.000 de dolari. Realizatorii filmului au mers departe pentru a obține exactitate și autenticitate, realizând inclusiv face replici ale cărților de telefon, care nu mai erau în circulație. Aproape 200 de birouri de câte 500 de dolari bucata au fost achiziționate de la aceeași firmă care a vândut birouri către ziar în 1971. Birouri au fost colorate exact în aceeași nuanță de vopsea. Filmările principale au început la 12 mai 1975, în Washington, D.C.
Prezentarea a urmat formula lui James Stewart și John Wayne în The Man Who Shot Liberty Valance (1962) al lui John Ford, cu Redford trecut deasupra lui Hoffman în afișe și reclame și Hoffman trecut deasupra lui Redford în genericul filmului.

## Diferențe față de carte
Spre deosebire de carte, filmul acoperă doar primele șapte luni ale scandalului Watergate, de la momentul spargerii și până la inaugurarea celui de-al doilea mandat al lui Nixon la 20 ianuarie 1973.
Filmul a introdus expresia Follow the money (în engleză Urmărește banii), care era absentă din carte sau din orice document legat de scandalul Watergate.

## Premii
| Premiu                               | Categorie                                                    | Câtigător/Nominalizat                                        | Rezultat    |
| ------------------------------------ | ------------------------------------------------------------ | ------------------------------------------------------------ | ----------- |
| Premiile Oscar                       |                                                              |                                                              |             |
| cele mai bune decoruri               | George Jenkins George Gaines                                 | Won                                                          |             |
| cel mai bun regizor                  | Alan J. Pakula                                               | Nominalizat                                                  |             |
| cel mai bun montaj                   | Robert L. Wolfe                                              | Nominalizat                                                  |             |
| cel mai bun film                     | Walter Coblenz                                               | Nominalizat                                                  |             |
| cel mai bun scenariu adaptat         | William Goldman                                              | Câștigător                                                   |             |
| cel mai bun sunet                    | Arthur Piantadosi James E. Webb Les Fresholtz Dick Alexander | Câștigător                                                   |             |
| cel mai bun actor în rol secundar    | Jason Robards                                                | Câștigător                                                   |             |
| cea mai bună actriță în rol secundar | Jane Alexander                                               | Nominalizat                                                  |             |
| American Cinema Editors (ACE)        | cel mai bun montaj                                           | Robert L. Wolfe                                              | Nominalizat |
| Premiile BAFTA Film                  | cel mai bun actor                                            | Dustin Hoffman                                               | Nominalizat |
| Premiile BAFTA Film                  | cea mai bună imagine                                         | Gordon Willis                                                | Nominalizat |
| Premiile BAFTA Film                  | cel mai bun regizor                                          | Alan J. Pakula                                               | Nominalizat |
| Premiile BAFTA Film                  | cel mai bun film                                             |                                                              | Nominalizat |
| Premiile BAFTA Film                  | cel mai bun montaj                                           | Robert L. Wolfe                                              | Nominalizat |
| Premiile BAFTA Film                  | cele mai bune decoruri                                       | George Jenkins                                               | Nominalizat |
| Premiile BAFTA Film                  | cel mai bun scenariu                                         | William Goldman                                              | Nominalizat |
| Premiile BAFTA Film                  | cea mai bună melodie                                         | Arthur Piantadosi James E. Webb Les Fresholtz Dick Alexander | Nominalizat |
| Premiile BAFTA Film                  | cel mai bun actor în rol secundar                            | Jason Robards                                                | Nominalizat |
| Premiile BAFTA Film                  | cel mai bun actor în rol secundar                            | Martin Balsam                                                | Nominalizat |
| Directors Guild of America           | realizare regizorală remarcabilă                             | Alan J. Pakula                                               | Nominalizat |
| Premiile Globul de Aur               | cel mai bun regizor                                          | Alan J. Pakula                                               | Nominalizat |
| Premiile Globul de Aur               | cel mai bun film                                             |                                                              | Nominalizat |
| Premiile Globul de Aur               | cel mai bun scenariu                                         | William Goldman                                              | Nominalizat |
| Premiile Globul de Aur               | cel mai bun actor în rol secundar                            | Jason Robards                                                | Nominalizat |
| Kansas City Film Critics             | cel mai bun actor în rol secundar                            | Jason Robards                                                | Câștigător  |
| National Board of Review             | cel mai bun regizor                                          | Alan J. Pakula                                               | Câștigător  |
| National Board of Review             | Top 10 Films of the Year (#1)                                |                                                              |             |
| National Board of Review             | cel mai bun actor în rol secundar                            | Jason Robards                                                | Câștigător  |
| New York Film Critics                | cel mai bun regizor                                          | Alan J. Pakula                                               | Câștigător  |
| New York Film Critics                | cel mai bun film                                             |                                                              | Câștigător  |
| New York Film Critics                | cel mai bun actor în rol secundar                            | Jason Robards                                                | Câștigător  |
| Writers Guild of America (WGA)       | cel mai bun scenariu adaptat                                 | William Goldman                                              | Câștigător  |

În conformitate cu Box Office Mojo, filmul a obținut un "venit brut intern" de 70,6 milioane dolari.
În 2007, a fost adăugat în lista AFI's 100 Years... 100 Movies (10th Anniversary Edition) pe locul 77. AFI l-a clasat pe locul 34 în lista America's Most Inspiring Movies și pe locul 57 în lista Top 100 Thrilling Movies. Personajele Bob Woodward și Carl Bernstein s-au plasat pe locul 27 ca Hero în lista AFI's 100 Years... 100 Heroes and Villains. Entertainment Weekly a clasat Toți oamenii președintelui ca unul dintre cele 25 "thrillere politice puternice".
În 2010, filmul a fost selectat de Biblioteca Congresului pentru păstrarea în Registrul Național de Film al Statelor Unite ca fiind "semnificativ din punct de vedere cultural, istoric sau estetic".